# Harthau (Oberwiera)
Harthau ist ein an der Grenze zu Thüringen gelegener Ortsteil von Oberwiera im Landkreis Zwickau (Freistaat Sachsen). Bis 1928 gehörte der Ort teilweise zu Thüringen. Harthau wurde am 1. Juli 1950 nach Oberwiera eingemeindet.

## Geografie

### Geografische Lage
Harthau liegt im nordwestlichen Gemeindegebiet von Oberwiera. Der durch den Ort führende Bach entwässert in die Wiera. Im Norden und Westen grenzt Harthau an das thüringische Altenburger Land (Gemeinde Nobitz).

### Nachbarorte
|         | Tautenhain, Gösdorf                         | Gähsnitz    |
| Zumroda | Kompassrose, die auf Nachbargemeinden zeigt | Niederwiera |
|         | Oberwiera                                   |             |

## Geschichte

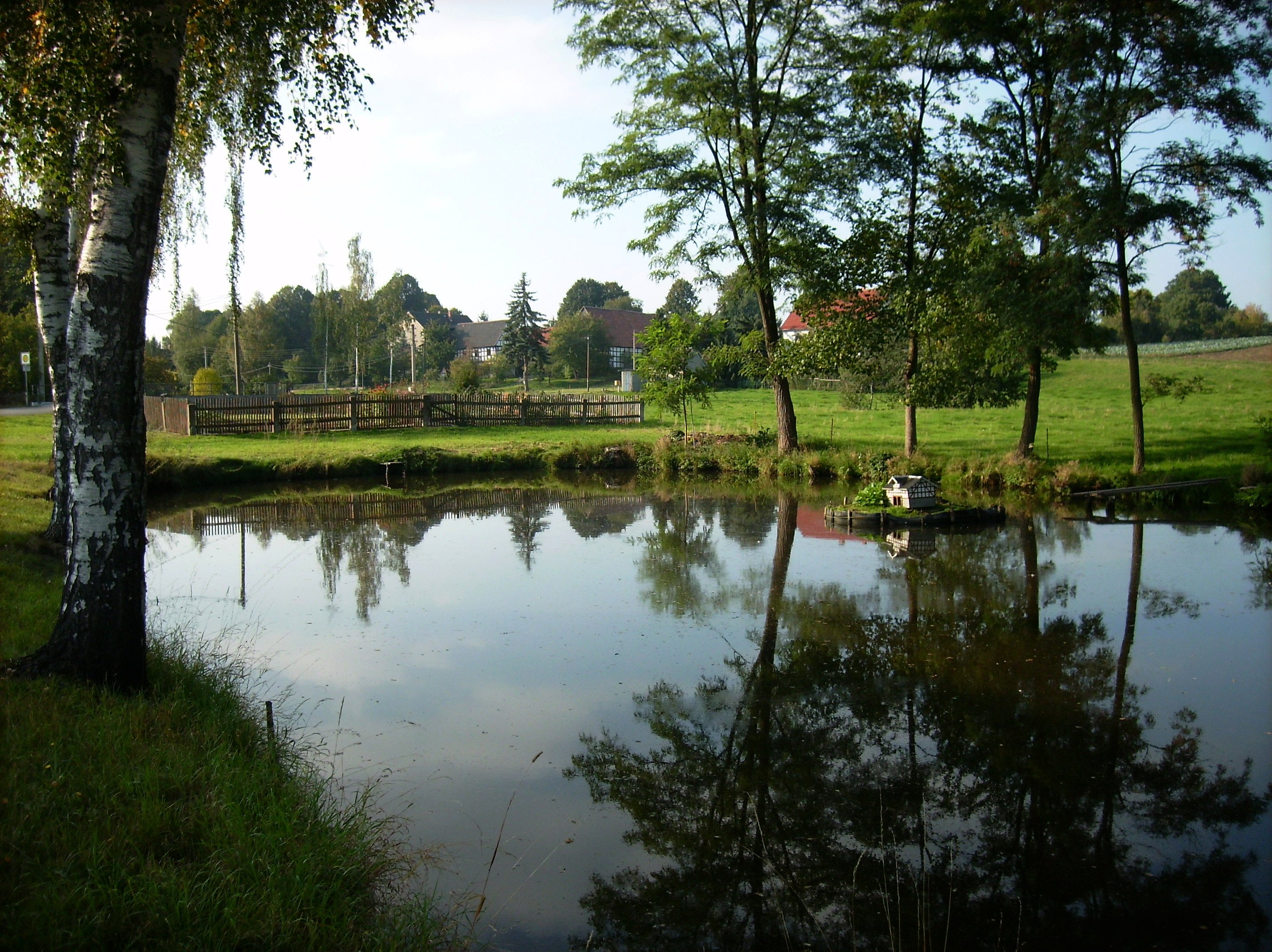
Teich in Harthau

Der Name des Ortes Harthau kommt von harth, was so viel wie Waldberg bedeutet. Eine erste urkundliche Erwähnung erfuhr Harthau 1365 durch das Kloster Bürgel, als Propst Ludwig in Remse zusammen mit dem Bürgeler Abt für 400 Rheinische Gulden das Dorf Harthau von Otto von Lobdeburg-Burgau erwarb. Der Ort gehörte bis zur Reformation zum größten Teil zum Besitz des Klosters Remse, das ein Tochterkloster von Bürgel war. Nur einige Einwohner des Orts gehörten zur Pflege Altenburg. Harthau war bis zur Reformation nach Tettau gepfarrt, seitdem nach Niederwiera.

### Harthau (sächs. Anteil)
Der größere, sächsische Anteil von Harthau kam im Jahr 1543 als einstiger Besitz des im Zuge der Reformation im Jahr 1533 aufgelösten Klosters Remse durch Kauf an die Herren von Schönburg. Der Ort gehörte seitdem als Amtsdorf zur schönburgischen Herrschaft Remse, die jedoch als Lehnsherrschaft unter wettinischer Oberhoheit stand. Im Rahmen der administrativen Neugliederung des Königreichs Sachsens wurde Harthau (sächs. Ant.) als Teil der schönburgischen Lehnsherrschaft Remse im Jahr 1835 der Kreisdirektion Zwickau unterstellt. Die Lehnsherrschaft Remse mit ihren Orten wurde seitdem administrativ durch das königlich-sächsische Amt Zwickau verwaltet.
Ab 1856 gehörte Harthau (sächs. Ant.) zum Gerichtsamt Remse und ab 1875 zunächst zur Amtshauptmannschaft Zwickau. Nachdem auf dem Gebiet der Rezessherrschaften Schönburg im Jahr 1878 eine Verwaltungsreform durchgeführt wurde, kam Harthau (sächs. Ant.) mit dem gesamten ehemaligen Gerichtsamtsbezirk Remse im Jahr 1880 zur neu gegründeten sächsischen Amtshauptmannschaft Glauchau. 1886 besaß Harthau 101 Einwohner, von denen zehn zu Altenburg gehörten und die übrigen zu Sachsen gezählt wurden.

### Harthau (altenburg. bzw. thür. Anteil)
Lediglich ein Haus von Harthau lag im wettinischen Amt Altenburg, welches ab dem 16. Jahrhundert aufgrund mehrerer Teilungen im Lauf seines Bestehens unter der Hoheit folgender Ernestinischer Herzogtümer stand: Herzogtum Sachsen (1554 bis 1572), Herzogtum Sachsen-Weimar (1572 bis 1603), Herzogtum Sachsen-Altenburg (1603 bis 1672), Herzogtum Sachsen-Gotha-Altenburg (1672 bis 1826). Bei der Neuordnung der Ernestinischen Herzogtümer im Jahr 1826 kam Harthau (altenburg. Anteil) wiederum zum Herzogtum Sachsen-Altenburg. Nach der Verwaltungsreform im Herzogtum gehörte der Ort bezüglich der Verwaltung zum Ostkreis (bis 1900) bzw. zum Landratsamt Altenburg (ab 1900). Harthau (altenburg. Anteil) wurde zu Niederwiera gerechnet und gehörte ab 1918 zum Freistaat Sachsen-Altenburg, der 1920 im Land Thüringen aufging. 1922 kam der Ort zum Landkreis Altenburg.

### Geschichte von Harthau seit 1928
Im Jahr 1928 erfolgten ein Gebietsaustausch und eine Grenzbereinigung zwischen dem Freistaat Sachsen und dem Land Thüringen.
In dem thüringisch-sächsischen Staatsvertrag vom 7. Dezember 1927 wurden bereits im Vorfeld die Gebiete festgesetzt, die die Länder wechselten. Der Gesetzesentwurf stammt vom 15. März 1928. Dadurch wurde das bis dahin in thüringischem Gebiet liegende Haus im Osten von Harthau vollständig an Sachsen abgetreten und mit dem sächsischen Ort Harthau vereinigt.
Am 1. Juli 1950 wurde Harthau in die Gemeinde Oberwiera eingegliedert und stellt im Wappen der Gemeinde nun eine der sechs Ähren dar. Durch die zweite Kreisreform in der DDR kam Harthau als Teil der Gemeinde Oberwiera im Jahr 1952 zum Kreis Glauchau im Bezirk Chemnitz (1953 in Bezirk Karl-Marx-Stadt umbenannt), der ab 1990 als sächsischer Landkreis Glauchau fortgeführt wurde und 1994 im Landkreis Chemnitzer Land bzw. 2008 im Landkreis Zwickau aufging.

## Infrastruktur
Der Ort besitzt eine Straße (Dorfstraße) und 15 bewohnte Häuser bzw. Vierseithöfe. Bis kurz nach der Wende besaß Harthau eine unabhängige Trinkwasserversorgung, die von einem erhöht errichteten Wasserspeicher gespeist wurde. 1999 erfolgte der Anschluss an das Thüringer Netz.

## Wirtschaft
Der die Ortschaft umgebende Wald umfasste im Jahre 1840 noch über 268 Acker. In dieser Zeit lebten die Einwohner fast ausschließlich vom Holzeinschlag. Der Wald jedoch war nach 1848 fast gänzlich gerodet; nur einige Waldstreifen sind erhalten geblieben.
In direkter Nähe zum Dorf befindet sich eine nicht mehr genutzte Kiesgrube.